# Лускунчик (балет)
«Лускунчик» (рос. «Щелкунчик») — балет Петра Чайковського на дві дії за однойменною казкою Ернста Теодора Амадея Гофмана, (лібрето Маріуса Петіпа).
Балет написано на замовлення Дирекції імператорських театрів. Вперше поставлений 6 (18) грудня 1892 року на сцені Маріїнського театру в Петербурзі.
За спогадами брата композитора, Модеста, «успіх нового твору був великим; з шести номерів сюїти п'ять було повторено на одностайну вимогу публіки».
Академік Борис Асаф'єв так охарактеризував балет Чайковського:

| «Лускунчик» — зовсім інше і зовсім особливе досконале художнє явище: симфонія про дитинство. Ні, вірніше, про те, коли дитинство на зламі. Коли вже хвилюють мрії ще невідомої юності, але ще не відійшли дитячі звички, дитячі жахи, коли ляльки — наче живі, а гра у війну — це бажання бачити себе мужнім, хоробрим. Коли сни поривають думки і почуття вперед, а неусвідомлене — в життя, яке тільки передчувається. Наче розсуваються стіни дитячої кімнати і думки — мрії героїні та героя, вириваються на свіжий простір — у ліс, природу, назустріч вітрам, хуртовинам, далі — до зірок... і в рожеве море надій |
На київській сцені балет ставився неодноразово. 1956 року до нього звернувся балетмейстер Вахтанг Вронський, 1972 року постановку «Лускунчика» здійснив Анатолій Шекера, 1986 року — Валерій Ковтун, 2004 року — Віктор Литвинов.

## Історія «Лускунчика»[1]
- 1816 року виходить друком повість-казка Теодора Амадея Гофмана «Лускунчик та Мишачий король», головну героїню якої звати Маріхен.
- 1844 року Олександр Дюма переказує гофманівську казку французькою мовою. Неоготичну філософську історію письменник перетворює на легку та світлу повість про перше кохання, героїню якої називає Марі.
- 1892 року Петро Чайковський пише балет «Лускунчик», лібрето до якого створює  Маріус Петіпа — головний балетмейстер Маріїнського театру. Чайковський читав повість-казку Гофмана. Петіпа німецької не знав і знайомився з сюжетом за переказом Дюма. Героїню Петіпа назвав Кларою. І зараз у більшості європейських та американських постановок головна героїня носить ім'я Клара. За сюжетом Клара отримує у подарунок на Різдвяні свята ляльку, яка вміє колоти горіхи. Лялька виявляється зачарованим принцем з міста солодощів. Жителі міста, серед яких Фея Драже та Принц Коклюш, радісно зустрічають Клару з Лускунчиком. Варіацію Феї Драже Петіпа написав для італійської прими Антонієтти Дель-Ера. Чайковський спеціально для цієї варіації на прем'єру балету таємно привіз в Росію новий музичний інструмент — челесту —  клавішний металофон, що нагадує невелике піаніно.
- 1934 року — Прем'єра «Лускунчика» в Європі, у Лондоні.
- 1935 року у Радянському Союзі «Лускунчик» стає святковою казкою, а ялинка на сцені перетворюється з обов'язкового атрибуту спекталя на повноцінну учасницю дії.
- 1954 року — Прем'єра балету у США. «Лускунчик» стає одним із символів американського Різдва. У Нью-Йорку «Лускунчик» і досі показують 50 разів за сезон. Загалом у США існує близько 150 варіантів постановок балету.
- 1956 року хореограф Вахтанг Вронський вперше поставив «Лускунчика» у Національній опері України.
- У всьому світі ставлять «Лускунчика», у кожній країні у постановку привносить власні компоненти: у Канаді дія починається з танцю на льоду, у Китаї на сцені з'являються дракони, у Чилі частиною постановки стає бій на шаблях, у Німеччині  для постановки створюють найбільшого у світі десятиметрового Лускунчика, у Лондоні  ялинку на сцені  прикрашають вінтажними іграшками XIX сторіччя.
- 1972 року Балетмейстер Анатолій Шекера представляє в Києві сумну та ліричну версію балету з трагічним адажіо.
- 1986 року Народний артист СРСР Валерій Ковтун ставить у Національній опері України «Лускунчика». Балет і понині йде у театрі у сценографії головного художника Марії Левитської. У Києві з'являється традиція —  загадувати бажання під час балету у той момент, коли на сцені виростає велика ялинка.
- 2019 року Трупа Національної опери України на гастролях в Парижі з тріумфом танцює 16 вистав «Лускунчика».

## Дійові особи
- Штальбаум.
- Його дружина.

їхні діти:
- Клара (Марі, Маша), принцеса
- Фріц (Міша).

- Маріанна, племінниця.
- Няня.
- Дросельмаєр.
- Лускунчик, принц.
- Фея Драже.
- принц Коклюш
- Лялька.
- Паяц (блазень).
- Король мишей.

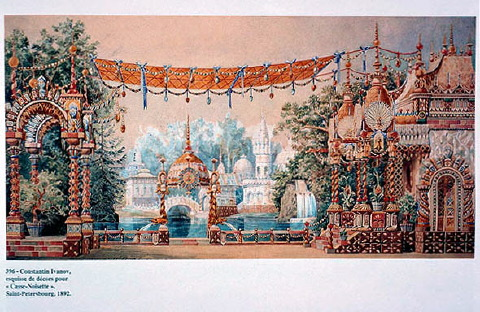
Ескізи К.Іванова до 1 акту «Лускунчика»

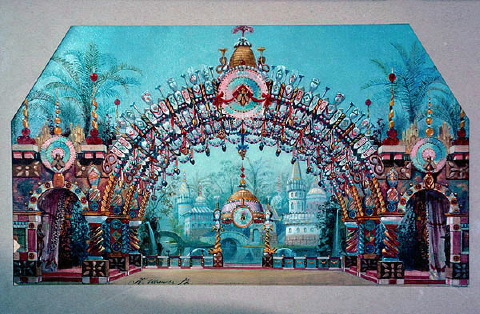
Ескізи К.Іванова до 2 акту «Лускунчика»

- Кордебалет: гості, родичі, слуги, маски, пажі, квіти, іграшки, солдатики і т. д.

## Структура
1. Увертюра
Дія перша.
2. Прикрашання й запалювання ялинки.
3. Марш.
4. Дитячий галоп і вихід батьків.
5. Вихід Дросельмейстера.
6. Сцена і танок «Гросфатер».
7. Від'їзд гостей.
8. Бій. Сцена. Війна іграшок і мишей.
9. Ялиновий ліс узимку.
10. Вальс сніжинок.
Дія друга.
11. Палац ласощів Конфитюренбург.
12. Прибуття Маші й Лускунчика. Дивертисмент.
13. Шоколад: іспанський танець.
14. Кава: арабський танець.
15. Чай: китайський танець.
16. Трепак: російський танець.
17. Танець пастушків.
18. Мамаша Гигонь і паяци.
19. Вальс квітів.
20. Танець принца Оршаду й Феї Драже.
21. Варіація 1: Тарантела. Варіація танцівника
22. Варіація 2: Танець Феї Драже.
23. Кода — танцюють всі учасники попередньої сцени.
24. Фінальний вальс й апофеоз.
25. Апофеоз.